# De que te quiero, te quiero
De que te quiero, te quiero  est une telenovela mexicaine diffusé du 1er juillet 2013 au 16 mars 2014 sur Canal de las Estrellas.

## Distribution
- Livia Brito : Natalia García Pabuena / Natalia Vargas Cáceres
- Juan Diego Covarrubias : Diego Cáceres
- Juan Diego Covarrubias : Rodrigo Cáceres                              * Cynthia Klitbo : Carmen García Pabuena
- Marcelo Córdoba : Eleazar Medina Suárez
- Aarón Hernán : Vicente Cáceres
- Marisol del Olmo : Irene Cáceres
- Silvia Mariscal : Luz Suárez vda. de Medina
- Gerardo Murguía : Tadeo Vargas
- Laura Carmine : Simona Verduzco
- Carlos Ferro : Alonso Cortés
- Carmen Becerra : Mireya Zamudio "La Jaiba"
- Daniela Luján : Karina Montiel
- Dobrina Cristeva : Alina de Mendoza
- Eduardo Shacklett : Abdul Abdalá
- Alejandro Ibarra : Paul Champignon
- José Carlos Femat : Andrés Figueroa
- Polo Monárrez : Edwin Morales
- Hugo Macías Macotela : Tiburcio Chávez
- Rolando Brito : Padre Juan "Juancho" Rivera
- Alfredo Gatica : Abdul García Pabuena
- Fabiola Guajardo : Brigitte García Pabuena
- Juan Carlos "El Borrego" Nava : "El Camarón"
- Fernanda Sasse : Guadalupe "Lupita" García Pabuena
- Pierre Louis : Paolo García Pabuena
- Ricardo Fernández Rue : Alberto Campos
- Tania Ibáñez : Ángela
- Jesús Moré : Oliverio
- Eleane Puell : Mara Esparza / Carmen García Pabuena (jeune)
- Paloma Jiménez : Mali
- Mercedes Vaughan : Rosario Esparza
- Raquel Morell : Rosa Valdez
- Maricruz Nájera : Josefa
- Sofía Tejeda : Lala
- Mirta Renée : Kimberly
- Ruth Rosas : Hilda de Chávez
- Erik Díaz : Eleazar (jeune)
- Patricia Martínez : "La Generala"
- Carlos Bagarrán : Galindo
- Benjamín Islas : Héctor Noceda
- Jorge Ortín : Capitán

### Artistes invités
- Lisardo : Carlos Pereyra / Roberto Esparza
- Esmeralda Pimentel : Diana Mendoza de Cáceres
- Cecilia Galliano : Jacqueline Basurto Rosales
- Ricardo Fastlicht : Luis "El Chato" Reynoso
- Ricardo Kleinbaum : Gino Ricci
- Sugey Abrego : Irma Pedroza
- Samuel Loo : Lu Chong
- María Alicia Delgado : Lucrecia Capone
- Arleth Terán : Cunchetina Capone de Ricci

## Diffusion internationale
| Pays ou Région         | Chaîne                 | Titre                         | Série prémière    | Série finale |
| ---------------------- | ---------------------- | ----------------------------- | ----------------- | ------------ |
| Mexique                | Canal de las Estrellas | De que te quiero, te quiero   | 1er juillet 2013  | 16 mars 2014 |
| Pérou                  | América Televisión     | De que te quiero, te quiero   | 24 septembre 2013 |              |
| Argentine              | Canal 9                | De que te quiero, te quiero   | 2 octobre 2013    |              |
| Argentine              | Telesudamérica         | De que te quiero, te quiero   | 4 novembre 2013   |              |
| Honduras               | Canal 5                | De que te quiero, te quiero   | 5 novembre 2013   |              |
| République dominicaine | Telemicro              | De que te quiero, te quiero   | 2 décembre 2013   |              |
| Panama                 | Telemetro              | De que te quiero, te quiero   | 2 janvier 2014    |              |
| Guatemala              | Televisiete            | De que te quiero, te quiero   | 16 janvier 2014   |              |
| Croatie                | HRT 1                  | Znaj da te volim              | 24 janvier 2014   |              |
| Chili                  | La Red                 | De que te quiero, te quiero   | 3 mars 2014       |              |
| États-Unis             | Univision              | De que te quiero, te quiero   | 10 mars 2014      |              |
| Paraguay               | LaTele                 | De que te quiero, te quiero   |                   |              |
| Roumanie               | Acasă                  |                               |                   |              |
| Angola                 | Mais Novelas           | Amo-te com todo o meu Coração | 2014              |              |
| Mozambique             | Mais Novelas           | Amo-te com todo o meu Coração | 2014              |              |

## Autres versions
- Carita pintada (RCTV, 1999-2000)

### Sources
- (en) Cet article est partiellement ou en totalité issu de l’article de Wikipédia en anglais intitulé « De que te quiero, te quiero » (voir la liste des auteurs).